# Bassem Sabry
Bassem Sabry (àrab: باسم صبري, Bāsim Ṣabrī) (Egipte, 25 d'octubre de 1982 – Guiza, 29 d'abril de 2014) fou un periodista egipci, bloguer i defensor dels drets humans. Cobrí extensivament la revolució egípcia de 2011 i la posterior crisi política.
 Al-Monitor l'elogià afirmant que era «àmpliament considerat un dels analistes polítics més incisius i respectats del país». Morí el 2014 a causa d'un coma diabètic. El 2014 recollí amb altres companys, en nom d'Al-Monitor, el Premi Pioner dels Mitjans Lliures atorgat per l'Institut Internacional de Premsa.